# Bandiagara (chaîne de télévision)
Pour les articles homonymes, voir Bandiagara.
Bandiagara est une ancienne chaîne de télévision et un ancien service interactif appartenant à l'ancien bouquet de télévision français Groupe TPS. Il occupe alors le canal no 130.

## Histoire
Lancé le 27 novembre 1997 par le bouquet français TPS, la chaîne de jeux interactifs Bandiagara est lancée en partenariat avec la société Gameplay. Comme tout premier jeu interactif, le service propose celui des Schtroumpfs. À partir de 2000, TPS étoffe la plateforme TPS et multiplie ses services interactifs. En avril 2000, TPS lance le service Ludi TV, option de jeux à télécharger accessible depuis Bandiagara et le 25 mai 2000, Stanislas Leridon prend la direction générale de Ludi TV. En novembre 2000, le partenaire et les jeux « PlayJam » arrivent sur Bandiagara qui compte alors 570 000 utilisateurs. Selon une étude réalisée en août 2001 par l'institut Médiamétrie, Bandiagara arrive en 30e position parmi 8000 chaînes dans les requêtes du guide des programmes du bouquet TPS. Le 28 août 2001, selon Médiamétrie et l'institut BVA, Bandiagara est le service interactif le plus consulté par les moins de 15 ans. Ainsi, près de 1 individu sur 2 (48 %) âgé de 4 à 14 ans consulte au moins une fois par mois Bandiagara. Sa note de satisfaction moyenne s'élève à 7,9 sur 10. (Méthodologie de l'étude BVA : 401 individus âgés de 15 ans et plus abonnés à TPS et représentatifs de l'ensemble des abonnés au bouquet). La plateforme Bandiagara entend alors affronter son concurrent direct « Canalsat Jeux ». Le 16 juin 2003, l'habillage de la chaîne et du service évolue vers un univers plus « cartoon ». Le 25 janvier 2005, les modalités de la fusion de TPS avec son concurrent Canalsat dévoilent que la chaîne et les services Bandiagara ne seront pas repris dans l'offre définitive. La chaîne et les services Bandiagara se voient définitivement arrêtés lors de la mort effective du bouquet TPS après sa fusion avec son concurrent Canalsat, le 31 décembre 2008.

## Identité visuelle

### Logo

Logo de Bandiagara d'avril 2006 à janvier ou février 2007

### Slogans
« L'arcade de jeux interactifs »